# Bartosz Paprocki

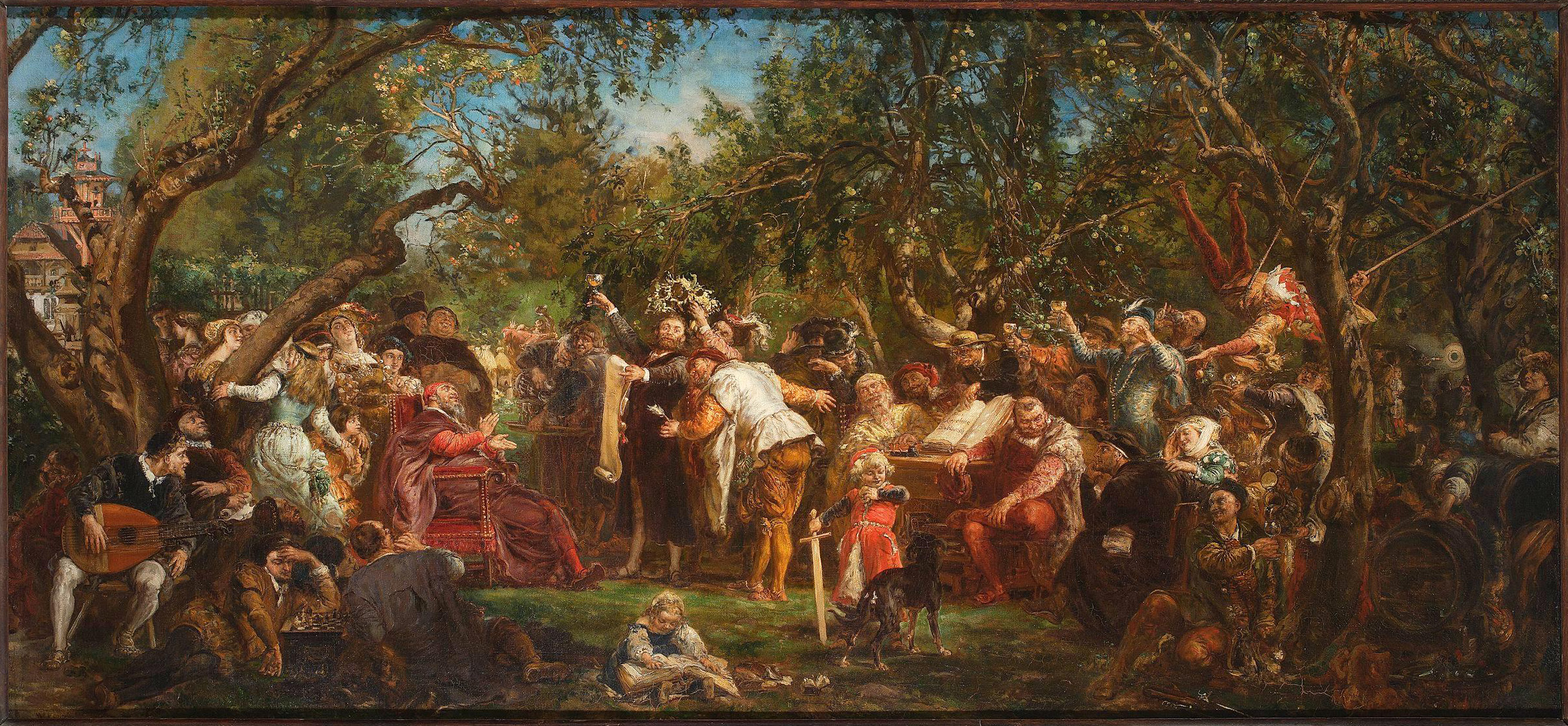
Jan Matejko Rzeczpospolita Babińska, 1881, Muzeum Narodowe w Warszawie, na obrazie Stanisław Pszonka w koronie ze słoneczników, arcybiskup gnieźnieński Mikołaj Dzierzgowski siedzi w fotelu, poeta i sekretarz królewski Andrzej Trzecieski z piórem w ręku obok Pszonki, wojewoda lubelski Piotr Firlej siedzi przy stoliku, Andrzej Frycz Modrzewski siedzi obok Firleja, Piotr Kaszowski w słomianym kapeluszu, Mikołaj Rej wsparty o stolik, ksiądz i pisarz Stanisław Orzechowski rozmawia z Rejem, jego żona Magdalena Chełmska huśta się obok, lutnista królewski Valentin Bakfark i lekarz-filozof Sebastian Petrycy siedzą na lewo pod drzewem, Jan Kochanowski z kronikarzem Marcinem Bielskim grają w szachy, heraldyk Bartosz Paprocki siedzi roześmiany za grającymi w szachy, ze wzniesionymi kielichami stoją magnaci: Jan Łaski, Mikołaj Oleśnicki i stolnik sandomierski Stanisław Lupa Podlodowski

Bartłomiej (Bartosz) Paprocki, Bartolomej Paprocký herbu Jastrzębiec (ur. ok. 1540 w Paprockiej Woli (obecnie nazywanej Starą Wolą) koło Sierpca, zm. 1614 we Lwowie) – podczaszy dobrzyński, heraldyk polski i czeski (nazywany ojcem heraldyki polskiej i czeskiej), autor wielu herbarzy, pisarz, historyk, poeta i tłumacz, wydał liczne prace heraldyczne, wśród nich „Herby rycerstwa polskiego”. Działał w Polsce, a na przełomie XVI i XVII wieku w Czechach i na Morawach. Założył wieś Bartoszowiny w województwie świętokrzyskim.

## Życie prywatne
Urodził się w rodzinie Paprockich, w Paprockiej Woli w parafii Sierpc. Był synem Jędrzeja Paprockiego, herbu Jastrzębiec i Elżbiety z Jeżewskich. Miał dwóch braci – Rosłańca, późniejszego proboszcza płońskiego i Wojciecha. Studiował na Akademii Krakowskiej, po czym przebywał u zamożnych krewnych m.in. na dworze Modliszewskiego, Gorajskiego, Piotra Gorajskiego. Po śmierci rodziców, powrócił do domu i zajął się gospodarowaniem pozostałymi po nich dwiema małymi wsiami – Paprocką Wolą i Głogołami. Ożenił się z bogatą, dwukrotną wdową, Jadwigą, z domu Kossobudzką, córką Mikołaja, kasztelana sierpeckiego, dziedziczką Krajkowa i połowy Lipy koło Raciąża. Po jej śmierci wyjechał do Czech.

## Twórczość
Początkowo pisał wiersze, jednak wkrótce poświęcił się pisarstwu historycznemu oraz heraldyce. Dzięki dziełom poświęconym szlachcie polskiej jak „Gniazdo cnoty” (1578) oraz „Herby rycerstwa polskiego” (1584) pogłębił i przyczynił się do utrwalenia wiedzy o genealogii polskich rodów szlacheckich. Wyjechał do Warszawy na dwór Andrzeja Taranowskiego, sekretarza królewskiego, któremu towarzyszył w jego drugim poselstwie do Stambułu. Po powrocie do kraju dowiedział się o śmierci żony, która nastąpiła w 1572 r. Osiadłszy na swych włościach otrzymał godność podczaszego ziemi dobrzyńskiej.

W 1577 r. wziął udział w gdańskiej wyprawie Stefana Batorego. W latach 80. XVI w. związał się z rodem Zborowskich. Stał się stronnikiem Habsburgów, popierając austriackiego księcia Maksymiliana w nieudanych staraniach o tron polski po śmierci Batorego (1586). Po zwycięstwie zwolenników Zygmunta III w bitwie pod Byczyną (1588) zmuszony został opuścić kraj i udał się na emigrację do Czech i na Morawy, gdzie spędził 22 lata. Przebywał na dworze biskupa ołomunieckiego – Stanisława Pawłowskiego w Kromieryżu. Przez ten czas opanował język czeski i oddał się pracy pisarskiej. Wkrótce uzyskał także czeski indygenat. Był autorem historii Moraw, herbarzy szlachty morawskiej i czeskiej oraz tłumaczem wierszy Jana Kochanowskiego na język czeski. Był także autorem wielu utworów poezji okolicznościowej, satyr, panegiryków i pamfletów. Wartością dzieł Paprockiego jest korzystanie z licznych źródeł polskich i czeskich, które nie zachowały się do czasów dzisiejszych. 

## Kres życia
W 1610 roku u kresu życia powrócił z ogarniętych wojnami religijnymi Czech do Polski. Pozbawiony środków do życia mieszkał u cystersów w Wąchocku oraz Lądzie.
Zmarł nagle we Lwowie w 1614 r. i został pochowany w krypcie u franciszkanów (franciszkański „klasztor i kościół św. Krzyża we Lwowie przy placu Castrum przekształcono w r. 1785 na umieszczenie głównej szkoły normalnej, urzędu mierniczego, teatru miejskiego i sali redutowej”). Jednak Szymon Starowolski jako pierwszy podał, że Paprocki pochowany został na krużgankach klasztoru Franciszkanów we Lwowie. Dotychczas utrwalona w literaturze dzienna data śmierci Paprockiego nie ma oparcia w źródłach. Jak wykazał Marian Wolski datę 27 grudnia jako dzień śmierci Paprockiego do literatury wprowadził w 1829 r. Eustachy Marylski we Wspomnieniach zgonu zasłużonych w narodzie Polaków, który tłumaczył, że kiedy nie mógł dla jakiejś postaci odnaleźć dziennej daty śmierci, powypisywał „daty zgonu zasłużonych Polaków, bądź dowolnie, bądź zbliżonem spodobem”. Za nim kolejni autorzy powtarzali błędną datę i utrwalili w literaturze.

## Dzieła po polsku
- Dziesięcioro przykazanie mężowo, Kraków, 1575.
- Koło rycerskie w którem rozmaite zwierzęta swe rozmowy wiodą, Kraków, 1576.
- Panosza to jest wysławianie panów i paniąt ziem ruskich i podolskich, Kraków, 1575.
- Historia żalosna o pratkosci i okrutnosci Tatarskiej, Kraków, 1575.
- Gniazdo Cnoty, zkąd herby Rycerstwa Polskiego swój początek mają, Kraków, 1578[10].
- Krótki a prawdziwy wypis z jechania do ziemi Wołoskiej Iwana Wojewody, którego Podkową zowią, Kraków, 1578.
- Hetman, Kraków, 1578.
- Król, Kraków, 1578.
- Testament starca jednego, który miał trzech synow, Kraków, 1578.
- Historia barzo piekna i zalosna o Ekwanusie Krolu Skockim, Kraków, 1578.
- Wesele Bogiń, Kraków, 1581.
- Triumph satyrów leśnych, syren wodnych, planet niebieskich z szczęśliwego zwrócenia króla polskiego Stephana do państw iego z woyny moskiewskiey w roku 1582 wydany, Kraków, 1582[11]
- Herby rycerstwa polskiego na pięcioro ksiąg rozdzielone, Kraków, 1584.
- Bartosza Paprockiego Dwie broszury polityczne z lat 1587 i 1588.
- Pamięć nierządu, 1588.
- Nauka rozmanitych philosophów obieranie żony, Kraków, 1590
- Gwałt na pogany, 1595.
- Próba cnót dobrych, Kraków, kolem 1595.
- Ogród królewski w którym krótko opisuje historie Cesarzów, Królow Polskich i Czeskich, arcyksiążąt Austryi, książąt Ruskich, Praha, 1599.
- Cathalogus arcybiskupów, Kraków, 1613.
- Nauka i przestrogi na różne przypadki ludzkie, Kraków, 1613.
- Naprawa Rzeczypospoletej, Kraków, 1895.
- Upominek, Kraków, 1900.
- Odpowiedź, Kraków, 1910.

## Dzieła po czesku
- Zrcadlo slavného Markrabství moravského 1593 – Ilustrowana drzeworytami Jana Willenbergera. Dzieło pierwotnie napisane po polsku, przełożył na język czeski Jan Wodiczka, pastor luterański.
- Kvalt na pohany, 1595,
- Nová kratochvíle, Praha, 1579-1600,
- Ecclesia, Praha, 1601,
- Kšaft, Praha, 1601,
- Půst tělesný, Praha, 1601,
- Třinácte tabulí, Praha, 1601,
- Diadochus, tj. posloupnost knížat a králů českých, biskupů a arcibiskupů pražských a všech třech stavů slavného království českého, to jest panského, rytířského a městského 1602 Praga
- „O valce Turecké a jiné Přibéhy: vybor z Diadochu”
- Obora, Praha, 1602.
- „Panna, zenitba, zena ve staroceskie uprave polskych skladeb Reje z Naglovic” Praha, 1602
- Historie o příbězích v království uherském, Praha, 1602.
- Štambuch slezský Brno 1609

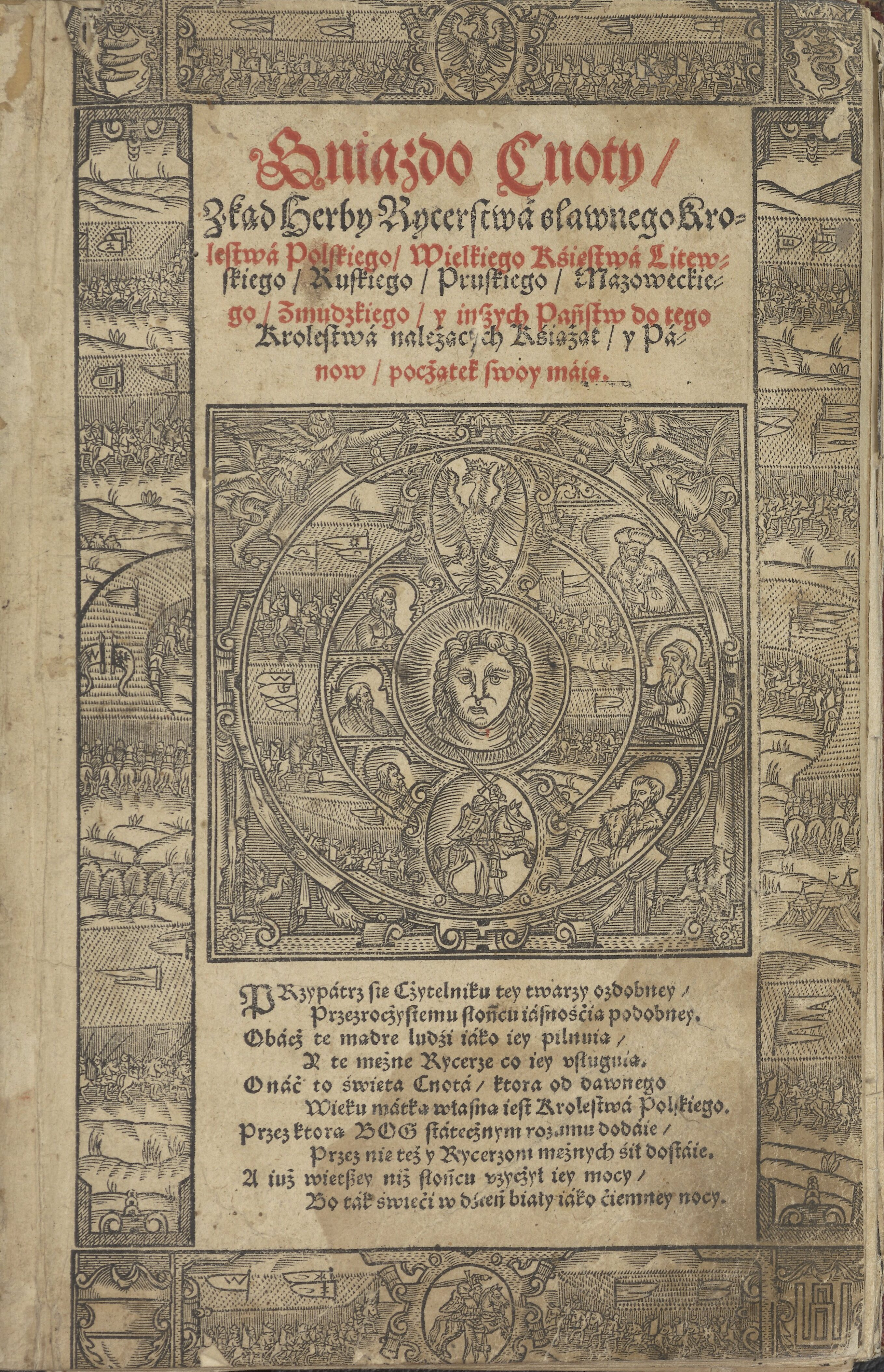
Gniazdo Cnoty, zkąd herby Rycerstwa Polskiego swój początek mają 1578
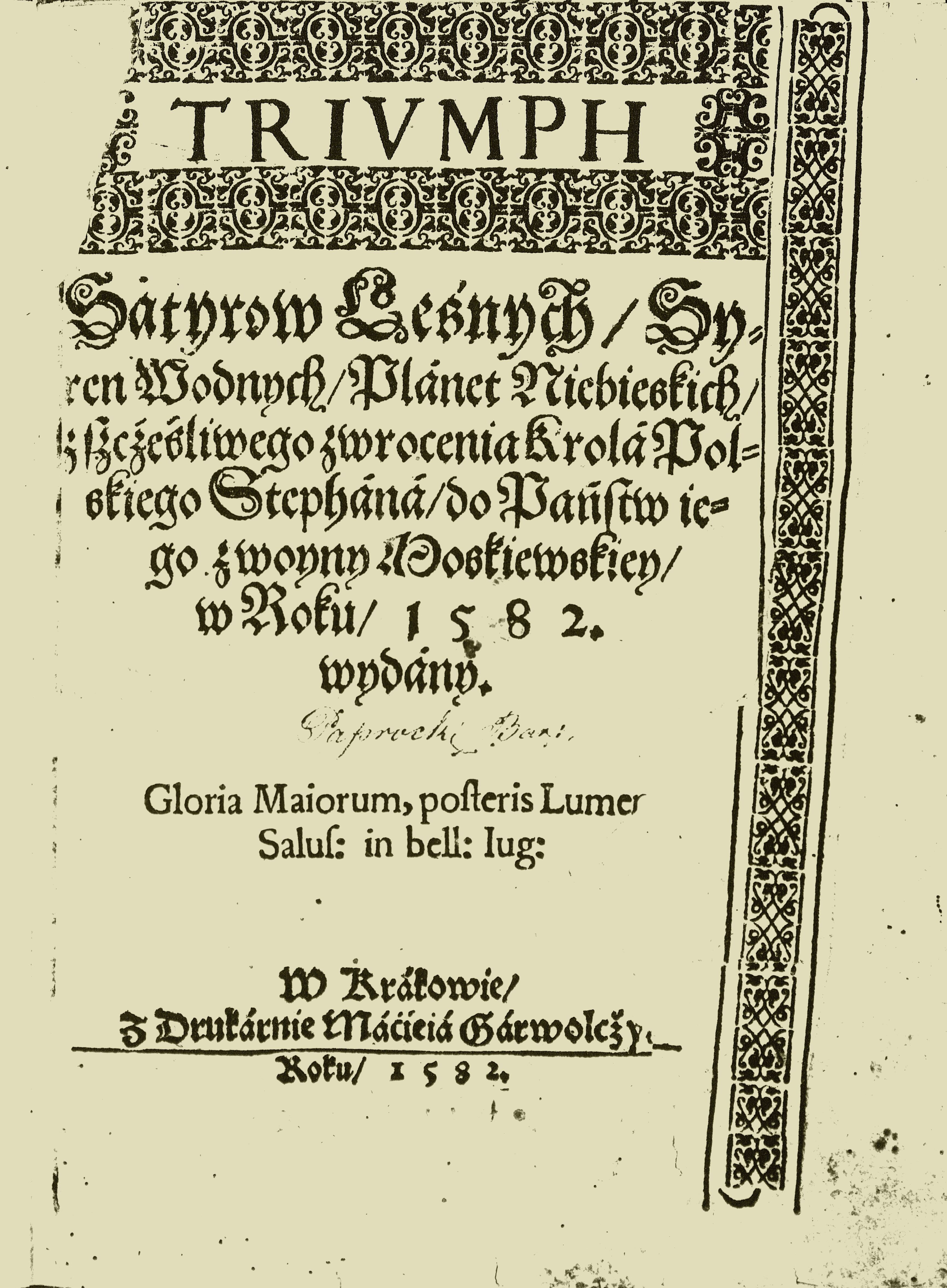
Trivmph satyrow leśnych, syren wodnych, planet niebieskich z szcześliwego zwrocenia krola polskiego Stephana 1582
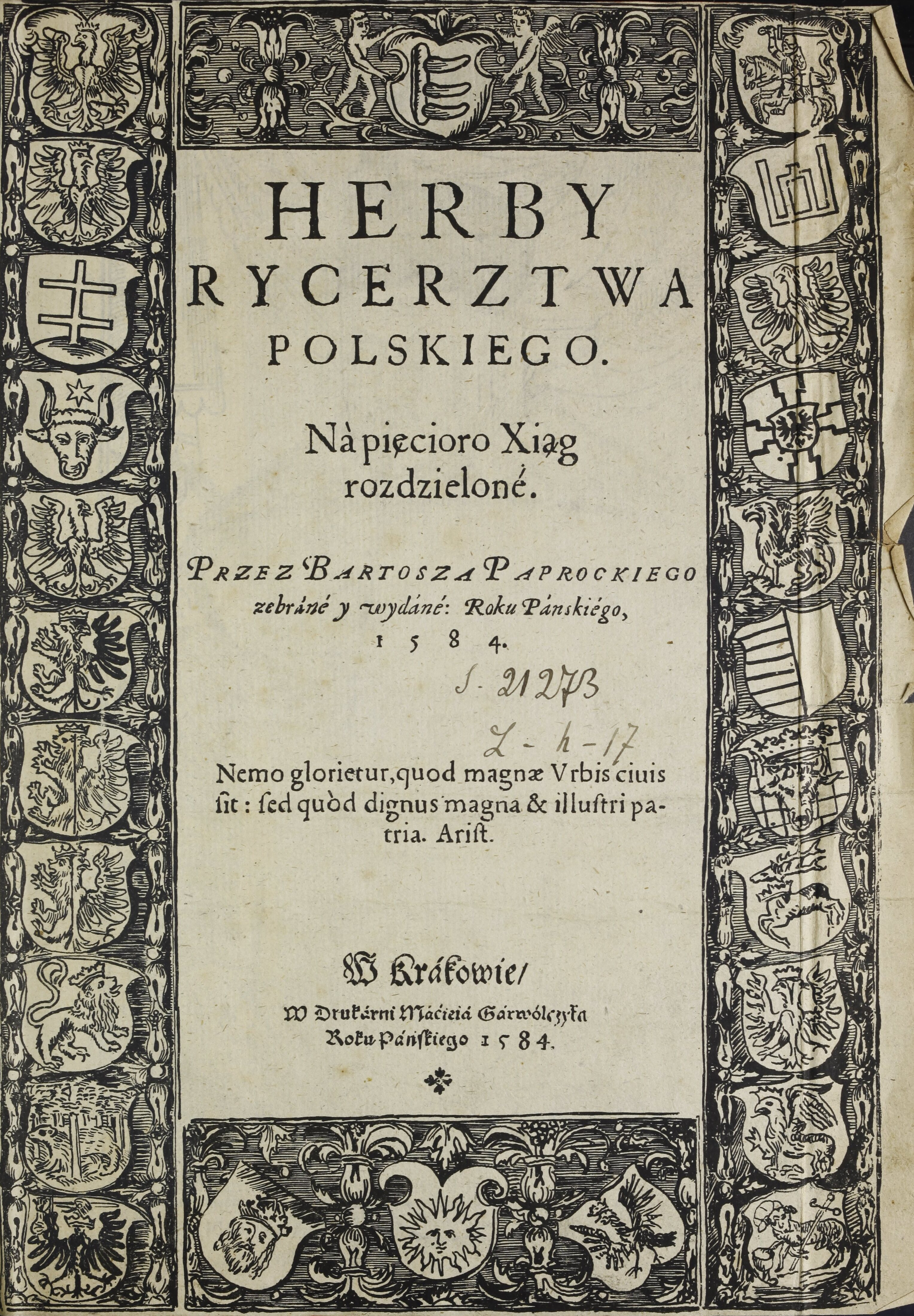
Herby rycerstwa polskiego na pięcioro ksiąg rozdzielone 1584
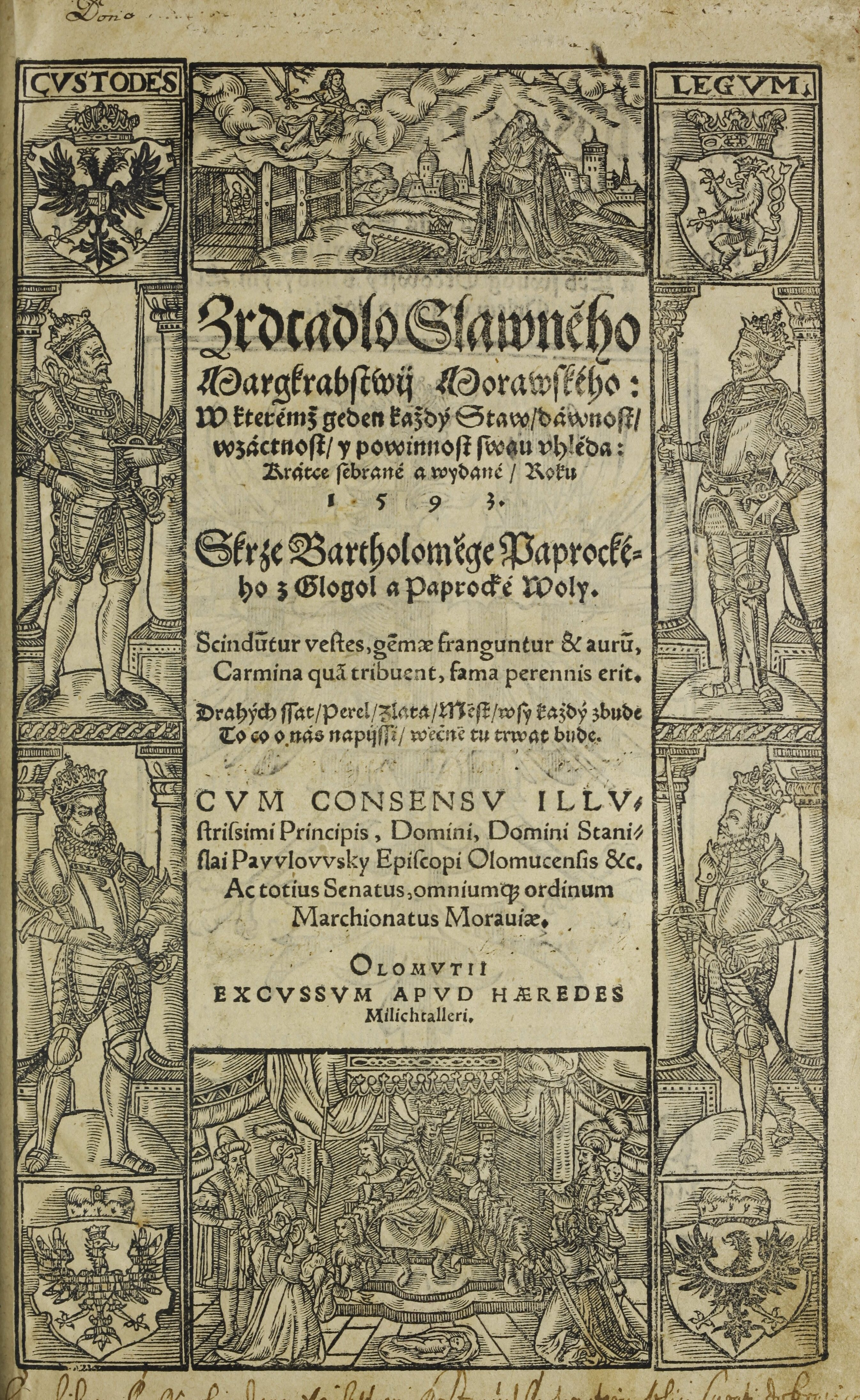
Zrcadlo slavného Markrabství moravského 1593
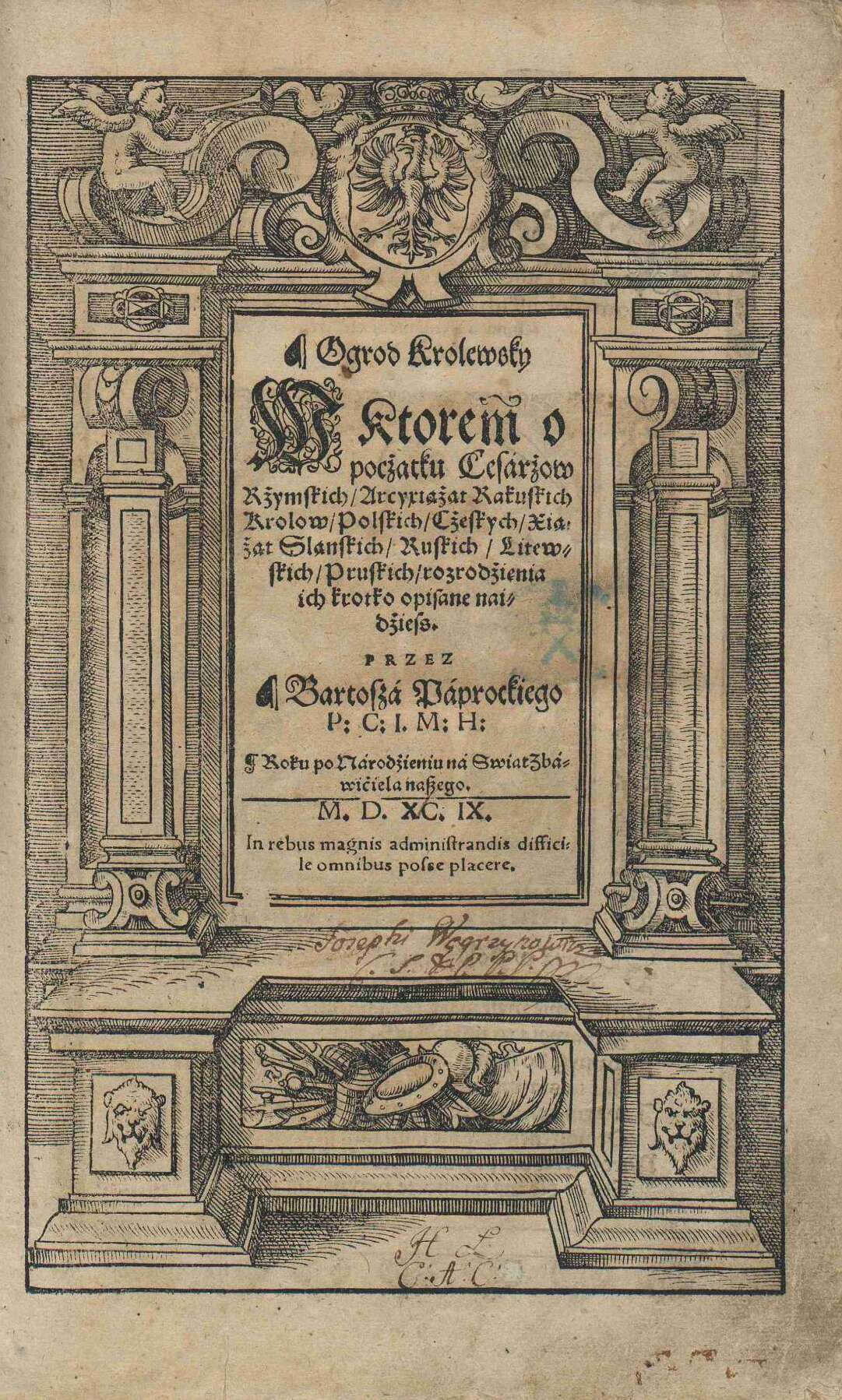
Ogród Królewski 1599
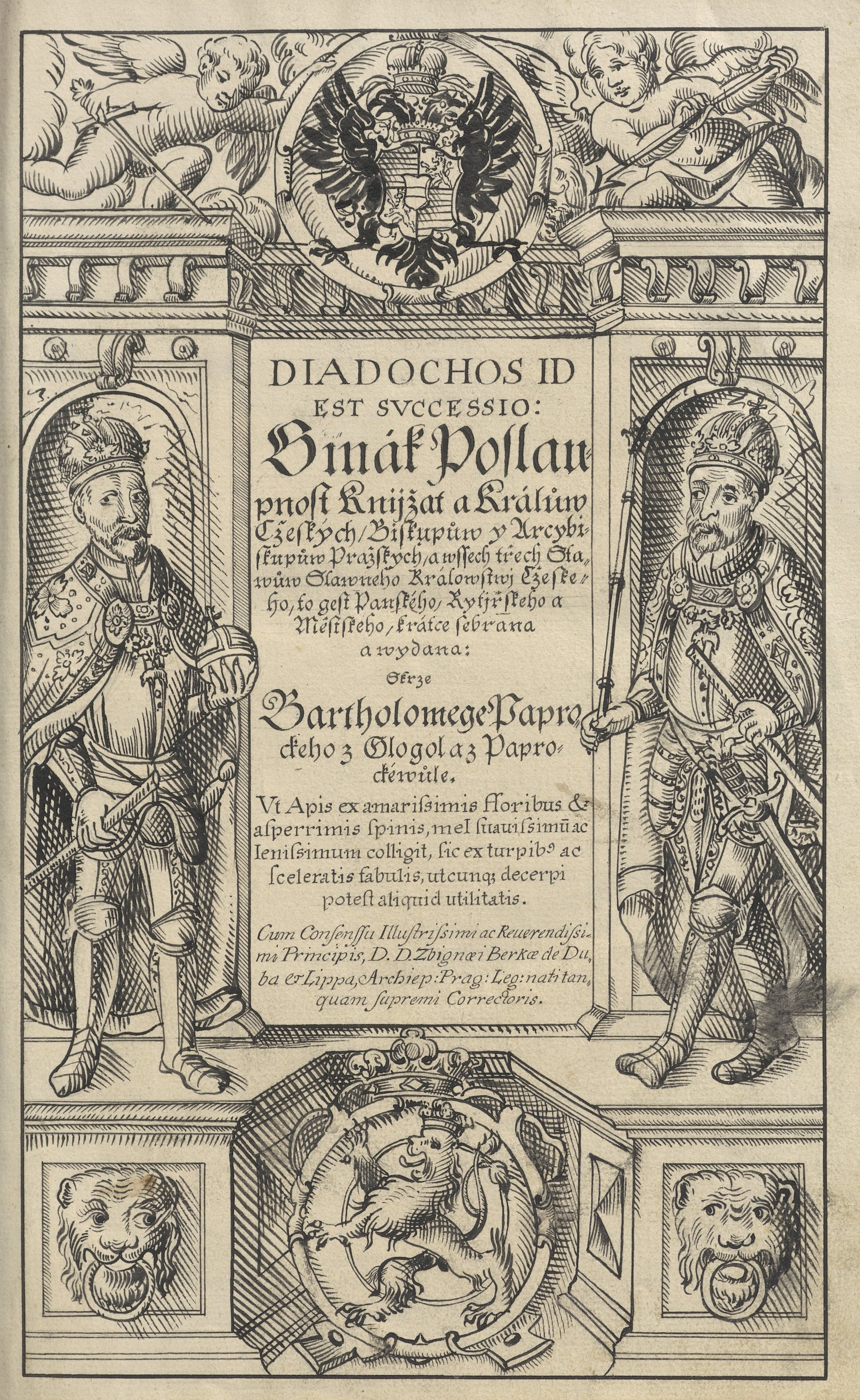
Diadochos id est svccessio 1602

## Upamiętnienie
Uwieczniony na obrazie Jana Matejki pt. Rzeczpospolita Babińska.